# Ranunculus julinii
Ranunculus julinii är en ranunkelväxtart som beskrevs av S. Ericsson. Ranunculus julinii ingår i släktet ranunkler, och familjen ranunkelväxter. Inga underarter finns listade i Catalogue of Life.